# Championnat de Macédoine de football 2010-2011
Navigation
2009-2010 2011-2012
La saison 2010-2011 de Championnat de Macédoine de football est la 19e édition de la première division macédonienne.
Lors de celle-ci, le FK Renova Džepčište tente de conserver son titre de champion face aux onze meilleurs clubs monténégrins lors d'une série de matchs se déroulant sur toute l'année.
Les douze clubs participants à la première phase de championnat affrontent à deux reprises les onze autres. En fonction du classement établi au terme de cette première phase, chaque équipe affronte une fois de plus les onze autres afin d'attribuer le titre de champion.
Trois places sont qualificatives pour les compétitions européennes, la quatrième place étant attribuée au vainqueur de la Coupe de Macédoine de football 2010-2011.
Le FK Škendija 79 Tetovo, promu de deuxième division, est sacré champion à l'issue de la saison, remportant ainsi son premier titre. Le FK Renova Džepčište termine deuxième à douze points du champion.

## Qualifications en coupe d'Europe
À l'issue de la saison, le champion se qualifie pour le 2e tour de qualification des champions de la Ligue des champions 2011-2012.
Alors que le vainqueur de la Coupe du Monténégro de football prend la première des trois places en Ligue Europa 2011-2012, les deux autres places reviennent aux deux équipes les mieux classées qui ne sont ni championnes ni vainqueur de la Coupe.

## Les 12 clubs participants
- FK Bregalnica Chtip
- FK Metalurg Skopje
- FK Napredok Kitchevo
- FK Pelister Bitola
- FK Rabotnički Skopje
- FK Renova Džepčište
- FK Sileks Kratovo
- FK Skopje
- FK Škendija 79 Tetovo
- FK Teteks Tetovo
- FK Horizont Turnovo
- FK Vardar Skopje

## Compétition

### Classement
Le classement est établi sur le barème de points classique (victoire à 3 points, match nul à 1, défaite à 0).
Pour départager les égalités, on tient d'abord compte de la différence de buts générale, puis du nombre de buts marqués, puis des confrontations directes et enfin si la qualification ou la relégation est en jeu, les deux équipes jouent une rencontre d'appui sur terrain neutre.
| Rang | Équipe                    | Pts | J  | G  | N  | P  | Bp | Bc | Diff |
| ---- | ------------------------- | --- | -- | -- | -- | -- | -- | -- | ---- |
| 1    | FK Škendija 79 Tetovo (P) | 72  | 33 | 21 | 9  | 3  | 65 | 23 | +42  |
| 2    | FK Metalurg Skopje (C)    | 61  | 33 | 17 | 10 | 6  | 48 | 24 | +24  |
| 3    | FK Renova Džepčište (T)   | 60  | 33 | 17 | 9  | 7  | 54 | 31 | +23  |
| 4    | FK Rabotnički Skopje      | 55  | 33 | 15 | 10 | 8  | 53 | 31 | +22  |
| 5    | FK Sileks Kratovo (P)     | 47  | 33 | 13 | 8  | 12 | 39 | 38 | +1   |
| 6    | FK Horizont Turnovo       | 45  | 33 | 13 | 6  | 14 | 35 | 35 | 0    |
| 7    | FK Teteks Tetovo          | 44  | 33 | 12 | 8  | 13 | 38 | 36 | +2   |
| 8    | FK Bregalnica Chtip       | 41  | 33 | 12 | 5  | 16 | 33 | 49 | -16  |
| 9    | FK Skopje (P)             | 37  | 33 | 9  | 10 | 14 | 36 | 39 | -3   |
| 10   | FK Napredok Kitchevo (P)  | 37  | 33 | 10 | 7  | 16 | 30 | 48 | -18  |
| 11   | FK Vardar Skopje          | 29  | 33 | 9  | 5  | 19 | 24 | 44 | -20  |
| 12   | FK Pelister Bitola        | 18  | 33 | 5  | 3  | 25 | 25 | 82 | -57  |

| Légende : Qualifications et relégations | Légende : Qualifications et relégations                                                                     |
| --------------------------------------- | --- |
|                                         | Ligue des champions de l'UEFA 2011-2012 (2e tour de qualification des champions)                            |
|                                         | Ligue Europa 2011-2012 (2e tour de qualification)                                                           |
|                                         | Ligue Europa 2011-2012 (1er tour de qualification)                                                          |
|                                         | Qualification pour les barrages de relégation en deuxième division                                          |
|                                         | Relégation en deuxième division                                                                             |
|                                         | (T) : Tenant du titre 2009-2010 (P) : Promu en 2009-2010 (C) : Vainqueur de la Coupe de Macédoine 2010-2011 |

### Barrages
Les clubs classés 9e et 10e de première division en fin de saison affrontent les 3e et 4e de deuxième division pour connaître les 2 derniers clubs qui joueront la saison prochaine en deuxième division.
| Équipe 1             | Résultat | Équipe 2    |
| -------------------- | -------- | ----------- |
| FK Napredok Kitchevo | 2 - 0    | GFK Tikvesh |
| FK Skopje            | 1 - 4    | FK Miravci  |

Le FK Napredok Kitchevo se maintient en première division et le FK Skopje est relégué en deuxième division.

## Meilleurs buteurs
| Position | Joueur             | Club                 | Buts |
| -------- | ------------------ | -------------------- | ---- |
| 1        | Hristijan Kirovski | FK Skopje            | 20   |
| 2        | Borče Manevski     | FK Rabotnički Skopje | 19   |
| 3        | Ferhan Hasani      | Škendija             | 13   |

## Bilan de la saison
| Championnat de Macédoine de football 2010-2011   |                                   |
| Champion                                         | FK Škendija 79 Tetovo (1er titre) |
| Dauphin                                          | FK Metalurg Skopje                |
| Coupes et trophées                               |                                   |
| Vainqueur de la Coupe de Macédoine 2010-2011     | FK Metalurg Skopje                |
| Qualifications continentales                     |                                   |
| Ligue des champions de l'UEFA 2011-2012          | FK Škendija 79 Tetovo             |
| Ligue Europa 2011-2012                           | FK Metalurg Skopje                |
| Ligue Europa 2011-2012                           | FK Renova Džepčište               |
| Ligue Europa 2011-2012                           | FK Rabotnički Skopje              |
| Promotions et relégations                        |                                   |
| Promus en Championnat de Macédoine de football   | FK 11 Oktomvri                    |
| Promus en Championnat de Macédoine de football   | FK Ohrid                          |
| Relégués en Championnat de Macédoine de football | FK Skopje                         |
| Relégués en Championnat de Macédoine de football | FK Pelister Bitola                |